# Francesco Cenci

Francesco Cenci rappresentato in un disegno del 1791 con la sua seconda moglie Lucrezia e 6 dei suoi figli

Stemma della famiglia dei Cenci

Conte Francesco Cenci (Roma, 11 novembre 1549 – Petrella Salto, 9 settembre 1598) fu un nobile romano, padre della celebre Beatrice, ucciso dai servitori con la complicità dei suoi familiari.

## Biografia

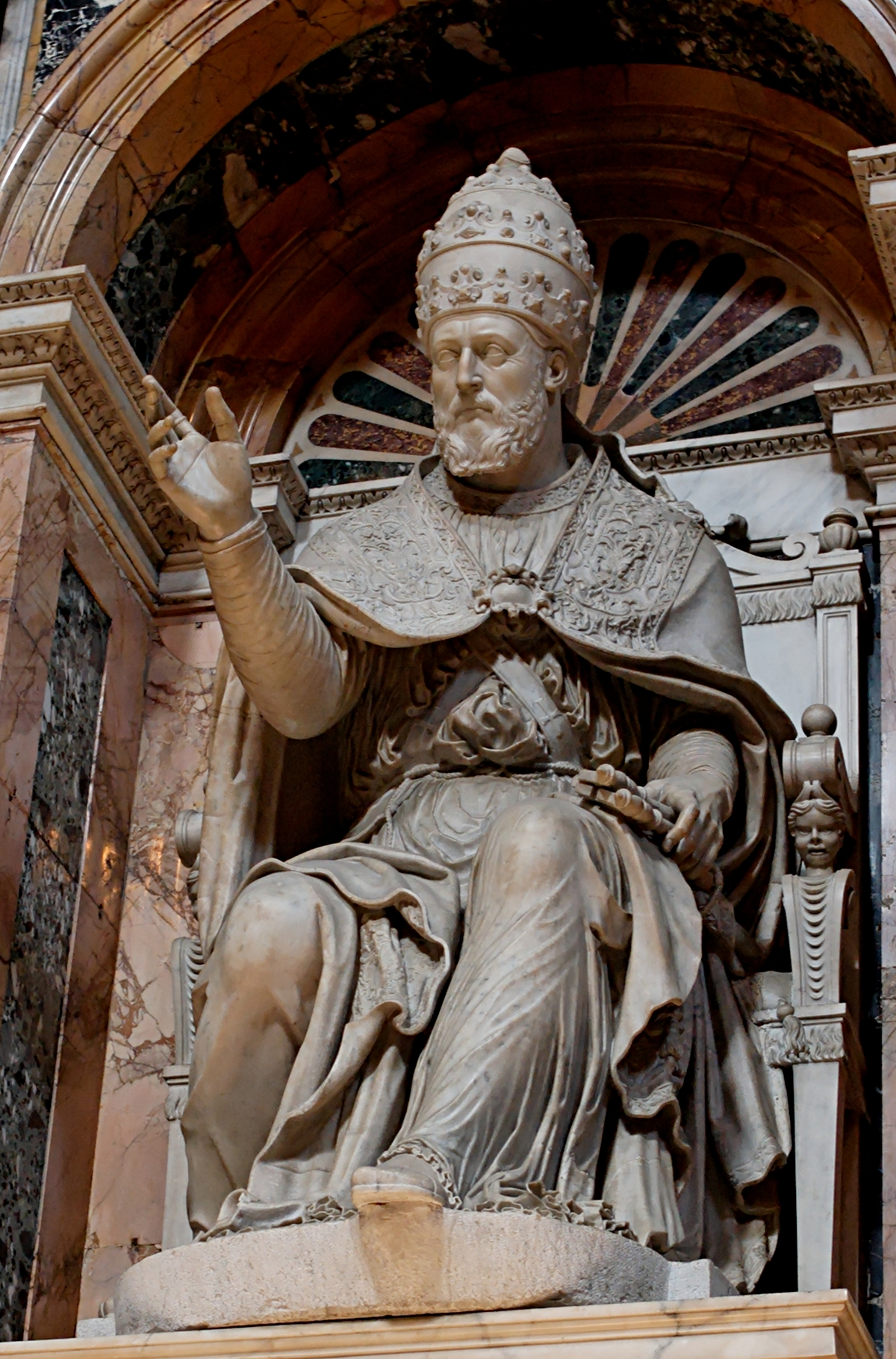
Statua di papa Clemente VIII nella Cappella Borghese di Santa Maria Maggiore

Conte, figlio legittimato (con atto del 15 gennaio 1561) di Cristoforo del ramo dei Cenci di Arenula (? - 30 maggio 1562) e di Beatrice Arias (? - 28 giugno 1575), Francesco nacque a Roma nel 1549. Nel 1562, alla morte del padre, tesoriere generale della Camera apostolica, ereditò una cospicua fortuna: quasi cinquecentomila scudi.
Il 2 novembre 1563, a quattordici anni, sposò la coetanea Ersilia Santacroce. Dal matrimonio, durato ventuno anni, nacquero dodici figli di cui sette, cinque maschi e due femmine, raggiunsero l'età adulta:
- Cristoforo (15 settembre 1567 - 6 gennaio 1571),
- Giacomo (23 settembre 1568 - 1599), sposò il 21 febbraio 1591 Ludovica Velli (c. 1570 - 9 novembre 1615) e lasciò discendenza,
- Rocco (3 novembre 1569 - 27 settembre 1572),
- Cristoforo (19 aprile 1572 - ucciso da un rivale in amore 12 giugno 1598),
- Antonina (26 maggio 1573 - di parto 9 settembre 1595), sposò il 28 gennaio 1595 Onorio Savelli, barone di Rignano e Forano
- Valerio (16 ottobre 1574 - 7 settembre 1576),
- Rocco (8 gennaio 1576 - assassinato 11 marzo 1595), lasciò una figlia naturale, Cinzia (1593 - ?), nata da una tale Artemisia,
- Beatrice (6 febbraio 1577 - 1599),
- Giordano (16 febbraio 1580 - 1581),
- Bernardo (16 agosto 1581 - 23 marzo 1626), il 3 agosto 1614 sposò la parente Clizia di Cesare Cenci (1587 - 3 luglio 1626) e lasciò discendenza,
- Paolo (25 gennaio 1583 - 8 dicembre 1598),
- Francesca (16 - 21 aprile 1584).

Ebbe anche due figlie naturali:
- Lavinia (5 agosto 1570 - 6 agosto 1636), sposò il 21 luglio 1593 Emilio di Antonio della Morea (c. 1544 - 18 luglio 1607) e (forse) verso il 1610 Tommaso Condopo;
- Caterina (battezzata il 28 febbraio 1593 - ?), nata da Secondina di Vincenzo.

Nel 1584 Ersilia morì di parto e le due figlie, Antonina e Beatrice, furono messe dal padre in un monastero di monache francescane. Nel 1592 le sorelle tornarono in casa e l'anno seguente, il 27 novembre 1593, Francesco si risposò con Lucrezia Petroni, vedova Velli e già madre di sei figli.
Francesco, uomo torbido, vizioso e avaro, fin da ragazzo dimostrò un carattere autoritario e violento del quale furono vittime prima i compagni, poi i familiari e, in special modo, le mogli e le figlie. Antonina e Beatrice subirono maltrattamenti e, forse, tentativi di violenza.
Coinvolto in risse, fatti di sangue ed episodi scabrosi, fu più volte processato e condannato, anche per il reato di sodomia, all'epoca passibile di pena di morte. Il rango sociale e il pagamento di grosse somme di denaro, che decurtarono sensibilmente il suo patrimonio, gli permisero di evitare il peggio.
Antonina, la figlia maggiore, supplicò il papa di liberarla dalle angherie paterne, mandandola in convento o facendola maritare. Clemente VIII accolse la richiesta: favorì il matrimonio della giovane con un nobile di Gubbio, Carlo Gabrielli, e obbligò Francesco al pagamento di una ricca dote.
Timoroso che anche la sorella più giovane, Beatrice, potesse seguire l'esempio di Antonina, Francesco nel 1595 la segregò insieme con la moglie Lucrezia a Petrella Salto, in provincia di Rieti, in un piccolo castello della Valle del Salto, chiamato la Rocca, nel territorio del Regno di Napoli, di proprietà della famiglia Colonna.
Nel 1597 Francesco, malato di rogna e di gotta, pressato dai creditori e dai procedimenti giudiziari, si ritirò a Petrella e, con la sua presenza, le condizioni di vita delle due donne divennero ancora peggiori.
Il 9 settembre 1598 mentre dormiva, stordito dall'oppio fattogli ingerire mescolato a una bevanda, a quarantotto anni d'età, fu ucciso a colpi di martellate in testa da Olimpio Calvetti e Marzio da Fioran detto il Catalano, due servitori della Rocca, con la complicità dei figli Giacomo e Beatrice, e della moglie Lucrezia.

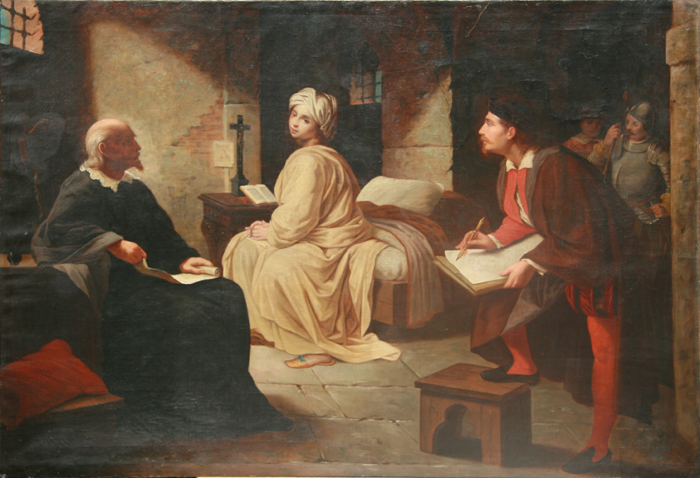
Beatrice Cenci in prigione. Quadro di Achille Leonardi, XIX secolo

I congiurati cercarono maldestramente di nascondere il delitto, simulando una caduta accidentale: il corpo fu gettato dalla balaustra di un ballatoio e ritrovato dai paesani ai piedi del castello. 
Inizialmente non furono eseguite indagini, la salma di Francesco fu tumulata nella chiesa di Santa Maria in Petrella e i suoi familiari tornarono a Roma, nel Palazzo Cenci, nei pressi del Ghetto.

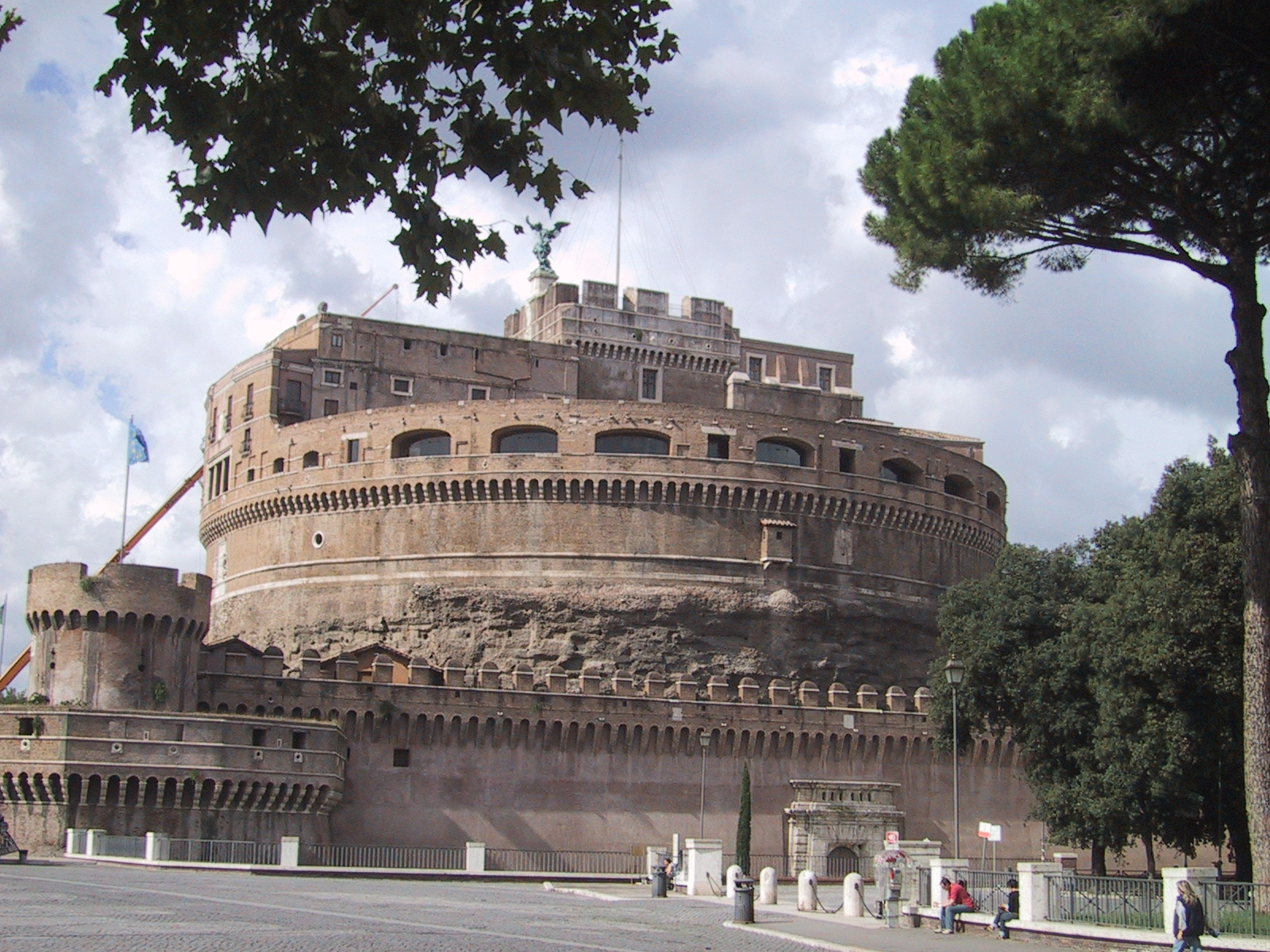
Roma: Castel Sant'Angelo; nella piazza attigua fu eseguita la sentenza

Voci e sospetti indussero, poco dopo, le autorità ad indagare sul reale svolgimento dei fatti. La salma fu esumata e le ferite furono attentamente esaminate da un medico e due chirurghi che ne esclusero l'origine accidentale. Fu anche interrogata una lavandaia: Beatrice le aveva chiesto di lavare lenzuola intrise di sangue dicendole che erano macchiate dalle sue mestruazioni. La donna dichiarò di non aver creduto alle spiegazioni della giovane.
I colpevoli, imprigionati e sottoposti a tortura, finirono per confessare. Al processo Beatrice e Lucrezia furono condannate alla decapitazione, Giacomo allo squartamento. Il fratello minore, Bernardo, diciassettenne all'epoca dei fatti, pur non avendo preso parte attiva al delitto, fu ritenuto colpevole di non aver denunciato i congiunti. Condannato ai remi perpetui, cioè a remare per tutta la vita sulle galere pontificie, Bernardo fu anche obbligato ad assistere all'esecuzione dei familiari. Solo alcuni anni più tardi, dopo il pagamento di una grossa somma di denaro, riottenne la libertà. Gli esecutori materiali, Olimpio Calvetti e il Catalano, erano già morti: il primo ucciso da un conoscente dei Cenci che voleva eliminare uno scomodo testimone, il secondo per le torture subite negli interrogatori.
La sentenza fu eseguita l'11 settembre 1599 nella piazza di Castel Sant'Angelo gremita di folla. La vicenda, e in particolar modo la figura di Beatrice, assunsero nel tempo i toni della leggenda, ispirando opere letterarie, musicali e, nel Novecento, diverse trasposizioni cinematografiche.